# ناحیه زیست‌پذیر کهکشانی
ناحیه زیست‌پذیر کهکشانی در اخترزیست‌شناسی و اخترفیزیک سیاره‌ای، منطقه‌ای از کهکشان است که حیات به احتمال زیاد در آن رشد می‌کند. مفهوم ناحیه زیست‌پذیر کهکشانی عوامل مختلفی مانند فلزینگی (وجود عناصر سنگین‌تر از هیدروژن و هلیوم) و نرخ و چگالی فجایعی اصلی مانند ابرنواخترها را تجزیه و تحلیل می‌کند و از آن برای محاسبه این موضوع استفاده می‌کند که کدام منطقه از کهشکان احتمال بیشتری دارد که از سیاره زمین‌سان پشتیبانی کند، طوری که در ابتدا حیات ساده در آن ایجاد شده و سپس محیطی مناسب برای تکامل و پیشرفت این حیات فراهم شده باشد. بر اساس تحقیقات منتشر شده در آگوست ۲۰۱۵، کهکشان‌های بسیار بزرگ ممکن است بیش از کهکشان های کوچکتر مانند کهکشان راه شیری به تولد و توسعه سیارات زیست‌پذیر کمک کنند. در مورد کهکشان راه شیری، منطقه قابل سکونت کهکشانی آن معمولاً فضای حلقوی با شعاع بیرونی حدود ۱۰ کیلوپارسک (۳۳٬۰۰۰ سال نوری)  و شعاعی داخلی نزدیک به مرکز کهکشان است (هر دو شعاع فاقد مرزهای سخت هستند).

## همچنین ببینید
- پارادوکس فرمی
- کهکشان بیضوی
- کهکشان مارپیچی
- زیست‌پذیری سیاره‌ای
- زمین سیاره بی‌همتا
- زمینی‌سازی
- جستجو برای هوش فرازمینی